# IMINT
IMINT (acronimo dell'inglese IMagery INTelligence) è l'attività di raccolta di informazioni mediante l'analisi di fotografie aeree o satellitari. L'IMINT è complementare alla MASINT (Measurement and Signature intelligence) che raccoglie informazioni non visibili tramite sensori elettronici o radar.

## Storia
(Robert Baer)

### Aerei
L'utilizzo di fotografie aeree per lo scopo di raccogliere informazioni risale a diverse centinaia di anni fa. Già durante la Guerra d'indipendenza americana venivano utilizzati palloni aerostatici per osservare le truppe nemiche in distanza. Nel 1888 il francese Amédée Denisse studio la possibilità di utilizzare macchine fotografiche attaccate a razzi per ottenere informazioni da grande distanza ma i suoi studi non trovarono un'applicazione pratica.
Subito dopo l'inizio del XX secolo vennero utilizzati dei piccioni con una macchina fotografica attaccata al petto per ottenere fotografie a distanze considerevoli. Questo sistema presentava ovvie imprecisioni e problemi.
Durante la prima guerra mondiale si continuarono ad utilizzare palloni aerostatici e dirigibili per l'osservazione delle truppe; a queste piattaforme si affiancarono i primi aeroplani. Durante la seconda guerra mondiale l'utilizzo di ricognizioni aeree si era ormai consolidato e, nel Regno Unito, venne creato un gruppo di analisi congiunto tra britannici e statunitensi per l'analisi delle fotografie scattate sui cieli della Germania.
All'inizio della Guerra fredda prevedendo la necessità di osservare il nemico si in tempo di guerra che di pace, gli Stati Uniti svilupparono due aerei dedicati specificatamente allo spionaggio, il Lockheed U-2 e il Lockheed SR-71. Il primo è tuttora in servizio mentre il secondo è stato dismesso nel 1998.
Il vantaggio nell'usare aeroplani piuttosto che satelliti artificiali risiede nel poterli dispiegare più facilmente e più velocemente nel posto interessato e solitamente producono immagini più dettagliate di quelle dei satelliti. D'altro canto gli aeroplani sono più facilmente soggetti ad essere abbattuti, come è successo per esempio il primo maggio 1960 in Unione Sovietica dando il via alla crisi degli U-2. Non ci sono invece prove di SR-71 abbattuti da fuoco nemico.
Gli ultimi sviluppi nell'acquisizione aerea di immagini sono i veicoli aerei senza pilota (UAV) che vengono utilizzati per missioni di intelligence senza rischiare la vita di un pilota. Essi vengono lanciati sia da basi arretrate sia dai soldati sul campo di battaglia permettendo a questi ultimi di avere una visione dell'ambiente circostante in modo da poter prendere in sicurezza decisioni tattiche.

### Satelliti
Anche se la risoluzione delle immagini satellitari è generalmente peggiore di quelle aeree i satelliti vengono utilizzati più diffusamente in quanto è possibile coprire un'area più vasta e senza esporre a pericoli i piloti.
Centinaia di satelliti da ricognizione sono stati lanciati nello spazio da varie nazioni da quando è iniziata l'epoca dei lanci spaziali. Anche se molte informazioni su tali satelliti sono confidenziali alcune informazioni sono state declassificate con il termine della Guerra Fredda.
I primi satelliti utilizzavano delle macchine fotografiche con pellicole che venivano impressionate in orbita e lanciate sulla terra, all'interno di speciali contenitori, per essere sviluppate. Tra il 1958 e il 1984 gli Stati Uniti hanno lanciato circa 200 satelliti di questo genere all'interno dei progetti "CORONA" e "GAMBIT". Questi satelliti avevano una risoluzione compresa fra 60 cm e 1,20 m. Mentre l'Unione Sovietica nel periodo fra il 1961 e il 1994 ha lanciato circa 500 satelliti Zenit con rientro automatico delle pellicole.
Per motivi di sicurezza non è possibile sapere la risoluzione degli attuali satelliti anche se è possibile avere un'idea di massima utilizzando la formula di Rayleigh:
{\displaystyle \sin \theta =1{,}22{\frac {\lambda }{D}}}
dove θ è la risoluzione angolare, λ è la lunghezza d'onda della luce e D è il diametro delle lenti. Per esempio il Telescopio spaziale Hubble con le sue lenti da 2,5 metri ha una risoluzione limite di 16 centimetri per la luce verde ({\displaystyle \lambda \approx 550} nm) alla quota di 590 km. Questo significa che non può individuare oggetti più piccoli di 16 centimetri dalla sua quota. Si presume che i principali satelliti per utilizzo di intelligence abbiano una risoluzione di 10 centimetri, al contrario di certe affermazioni folkloristiche questo è sufficiente per individuare ogni tipo di veicolo ma non leggere i titoli dei giornali.
Lo scopo primario di questi satelliti è quello di monitorare le attività visibili che si svolgono sulla superficie terrestre. Ciò nonostante alcuni satelliti sono dedicati alla creazione di immagini tridimensionali della Terra in modo da guidare i missili oppure tenere sotto controllo la crescita della vegetazione. Sono anche attivi alcuni satelliti che registrano informazioni non visibili come emissioni termiche, questo tipo di raccolta informazioni ricade sotto la categoria Measurement and Signature Intelligence piuttosto che Imagery Intelligence.
Per contrastare la minaccia posta da questi satelliti nazioni come gli USA o l'URSS/Russia hanno sviluppato armi antisatellite sia trasportate a bordo di altri satelliti sia lanciate dalla terra.
A iniziare dal 1985 sono presenti sul mercato ditte che vendono liberamente fotografie satellitari. Il primo satellite commerciale ad essere lanciato è stato il francese SPOT con una risoluzione compresa fra i 5 ed i 20 metri. Lo hanno seguito, più recentemente, i satelliti IKONOS, GeoEye e QuickBird con risoluzioni comprese tra 60 centimetri e 4 metri; permettendo così a qualsiasi nazione, o privato interessato, di acquistare immagini satellitari della terra.